# Supercopa de Europa 1992
La Supercopa de Europa 1992 fue la 17.ª edición de la Supercopa de Europa que se disputaba anualmente entre los ganadores de la Copa de Europa y de la Recopa de Europa. El encuentro se disputó entre el Barcelona de España (vencedor de la Copa de Europa 1991-92) y el Werder Bremen de Alemania (vencedor de la Recopa de Europa 1991-92). Se disputó a doble partido los días 10 de febrero y 10 de marzo de 1993, el primer encuentro, disputado en Bremen, acabó con empate 1 a 1, mientras el segundo encuentro, disputado en Barcelona, acabó 2 a 1 para los locales.

Tras el cómputo global de 3-2, el Fútbol Club Barcelona alzó su primer título en esta competición.
| Bandera de Alemania | 2 - 3 | Bandera de España   |
| Werder Bremen 1     | 2 - 3 | F. C. Barcelona 1 2 |
| ------------------- | ----- | ------------------- |

## Equipos participantes
| F. C. Barcelona |  | España   |  | Campeón de la Copa de Europa (1991-92)   |
| Werder Bremen   |  | Alemania |  | Campeón de la Recopa de Europa (1991-92) |

## Detalles de los encuentros

### Ida
| 1          | POR        | Oliver Reck        |     |
| 2          | DEF        | Manfred Bockenfeld |     |
| 6          | DEF        | Ulrich Borowka     |     |
| 4          | DEF        | Rune Bratseth      |     |
| 8          | DEF        | Mirko Votava       |     |
| 3          | DEF        | Thorsten Legat     |     |
| 10         | MED        | Andreas Herzog     |     |
| 7          | MED        | Dieter Eilts       |     |
| 5          | MED        | Marco Bode         | 69' |
| 9          | DEL        | Bernd Hobsch       | 77' |
| 11         | DEL        | Frank Neubarth     |     |
| Entrenador | Entrenador | Otto Rehhagel      |     |

| 1          | POR        | Andoni Zubizarreta    |     |
| 2          | DEF        | Albert Ferrer         |     |
| 4          | DEF        | Ronald Koeman         |     |
| 7          | DEF        | Jon Andoni Goikoetxea |     |
| 3          | MED        | Guillermo Amor        |     |
| 11         | MED        | Eusebio Sacristán     |     |
| 6          | MED        | José Mari Bakero      | 67' |
| 5          | MED        | Miguel Ángel Nadal    |     |
| 10         | MED        | Richard Witschge      |     |
| 9          | DEL        | Julio Salinas         | 83' |
| 8          | DEL        | Hristo Stoichkov      |     |
| Entrenador | Entrenador | Johan Cruyff          |     |

| 13 | DEL | Stefan Kohn  | 69' |
| 16 | DEL | Klaus Allofs | 77' |

| 14 | DEL | Txiki Begiristain   | 67' |
| 16 | DEL | Thomas Christiansen | 83' |

| Anotado | 88' | Klaus Allofs | 1-1 |

| Anotado | 38' | Julio Salinas | 0-1 |

| Amonestado | 36' | Manfred Bockenfeld |

| Amonestado | 54' | Guillermo Amor   |
| Amonestado | 61' | José Mari Bakero |
| Amonestado | 73' | Ronald Koeman    |

| Árbitro | Kim Milton Nielsen |

| 1          | POR        | Oliver Reck        |     |
| 2          | DEF        | Manfred Bockenfeld |     |
| 6          | DEF        | Ulrich Borowka     |     |
| 4          | DEF        | Rune Bratseth      |     |
| 8          | DEF        | Mirko Votava       |     |
| 3          | DEF        | Thorsten Legat     |     |
| 10         | MED        | Andreas Herzog     |     |
| 7          | MED        | Dieter Eilts       |     |
| 5          | MED        | Marco Bode         | 69' |
| 9          | DEL        | Bernd Hobsch       | 77' |
| 11         | DEL        | Frank Neubarth     |     |
| Entrenador | Entrenador | Otto Rehhagel      |     |

| 1          | POR        | Andoni Zubizarreta    |     |
| 2          | DEF        | Albert Ferrer         |     |
| 4          | DEF        | Ronald Koeman         |     |
| 7          | DEF        | Jon Andoni Goikoetxea |     |
| 3          | MED        | Guillermo Amor        |     |
| 11         | MED        | Eusebio Sacristán     |     |
| 6          | MED        | José Mari Bakero      | 67' |
| 5          | MED        | Miguel Ángel Nadal    |     |
| 10         | MED        | Richard Witschge      |     |
| 9          | DEL        | Julio Salinas         | 83' |
| 8          | DEL        | Hristo Stoichkov      |     |
| Entrenador | Entrenador | Johan Cruyff          |     |

| 13 | DEL | Stefan Kohn  | 69' |
| 16 | DEL | Klaus Allofs | 77' |

| 14 | DEL | Txiki Begiristain   | 67' |
| 16 | DEL | Thomas Christiansen | 83' |

| Anotado | 88' | Klaus Allofs | 1-1 |

| Anotado | 38' | Julio Salinas | 0-1 |

| Amonestado | 36' | Manfred Bockenfeld |

| Amonestado | 54' | Guillermo Amor   |
| Amonestado | 61' | José Mari Bakero |
| Amonestado | 73' | Ronald Koeman    |

| Árbitro | Kim Milton Nielsen |

### Vuelta
| 1          | POR        | Andoni Zubizarreta    |     |
| 2          | DEF        | Albert Ferrer         |     |
| 4          | DEF        | Ronald Koeman         |     |
| 11         | DEF        | Eusebio Sacristán     |     |
| 5          | DEF        | Miguel Ángel Nadal    |     |
| 3          | MED        | Josep Guardiola       | 79' |
| 10         | MED        | Guillermo Amor        |     |
| 9          | MED        | Michael Laudrup       |     |
| 6          | MED        | José Mari Bakero      | 50' |
| 7          | DEL        | Jon Andoni Goikoetxea |     |
| 8          | DEL        | Hristo Stoichkov      |     |
| Entrenador | Entrenador | Johan Cruyff          |     |

| 1          | POR        | Oliver Reck    |     |
| 2          | DEF        | Thomas Schaaf  | 30' |
| 6          | DEF        | Ulrich Borowka |     |
| 4          | DEF        | Rune Bratseth  |     |
| 5          | DEF        | Thomas Wolter  |     |
| 3          | DEF        | Thorsten Legat | 77' |
| 10         | MED        | Andreas Herzog |     |
| 7          | MED        | Dieter Eilts   |     |
| 11         | MED        | Marco Bode     |     |
| 9          | DEL        | Bernd Hobsch   |     |
| 8          | DEL        | Wynton Rufer   |     |
| Entrenador | Entrenador | Otto Rehhagel  |     |

| 14 | DEL | Txiki Begiristain | 50' |
| 16 | DEL | Julio Salinas     | 79' |

| 12 | POR | Hans-Jürgen Gundelach | 30' |
| 14 | DEL | Klaus Allofs          | 77' |

| Anotado | 32' | Hristo Stoichkov      | 1-0 |
| Anotado | 48' | Jon Andoni Goikoetxea | 2-1 |

| Anotado · Penal | 41' | Wynton Rufer | 1-1 |

| Amonestado | 75' | Hristo Stoichkov |

| Amonestado | 88' | Klaus Allofs |
| Expulsado  | 30' | Oliver Reck  |

| Árbitro | Bo Karlsson |

| 1          | POR        | Andoni Zubizarreta    |     |
| 2          | DEF        | Albert Ferrer         |     |
| 4          | DEF        | Ronald Koeman         |     |
| 11         | DEF        | Eusebio Sacristán     |     |
| 5          | DEF        | Miguel Ángel Nadal    |     |
| 3          | MED        | Josep Guardiola       | 79' |
| 10         | MED        | Guillermo Amor        |     |
| 9          | MED        | Michael Laudrup       |     |
| 6          | MED        | José Mari Bakero      | 50' |
| 7          | DEL        | Jon Andoni Goikoetxea |     |
| 8          | DEL        | Hristo Stoichkov      |     |
| Entrenador | Entrenador | Johan Cruyff          |     |

| 1          | POR        | Oliver Reck    |     |
| 2          | DEF        | Thomas Schaaf  | 30' |
| 6          | DEF        | Ulrich Borowka |     |
| 4          | DEF        | Rune Bratseth  |     |
| 5          | DEF        | Thomas Wolter  |     |
| 3          | DEF        | Thorsten Legat | 77' |
| 10         | MED        | Andreas Herzog |     |
| 7          | MED        | Dieter Eilts   |     |
| 11         | MED        | Marco Bode     |     |
| 9          | DEL        | Bernd Hobsch   |     |
| 8          | DEL        | Wynton Rufer   |     |
| Entrenador | Entrenador | Otto Rehhagel  |     |

| 14 | DEL | Txiki Begiristain | 50' |
| 16 | DEL | Julio Salinas     | 79' |

| 12 | POR | Hans-Jürgen Gundelach | 30' |
| 14 | DEL | Klaus Allofs          | 77' |

| Anotado | 32' | Hristo Stoichkov      | 1-0 |
| Anotado | 48' | Jon Andoni Goikoetxea | 2-1 |

| Anotado · Penal | 41' | Wynton Rufer | 1-1 |

| Amonestado | 75' | Hristo Stoichkov |

| Amonestado | 88' | Klaus Allofs |
| Expulsado  | 30' | Oliver Reck  |

| Árbitro | Bo Karlsson |

|                         |
| Bandera de España       |
| Campeón F. C. Barcelona |
| 1° Título               |